# STER
Stichting Ether Reclame (STER) (en español: Fundación de Espacio Publicitario) es el servicio de emisión y venta de espacios publicitarios en las emisoras de la Radiodifusión Públicas en los Países Bajos.
STER es famoso por su personaje histórico, Loeki de Leeuw, un títere de león antropomorfo que debutó en 1972.

## Historia
STER fue fundada en 1965 como Stichting tot Uitzenden van Reclame, SUR (Fundación de Emisión Publicitaria); este denominado inicial no llamó la atención al unísono del público, y este fue reemplazado por su nombre actual en 1967.
Las pausas comerciales solo se limitaban a los horarios de lunes a sábado, antes y después de los informativos nacionales en Radio y Televisión (NOS Journaal en televisión, y Radionieuwsdienst en radio). Desde finales de la década de 1980, se introdujeron los llamados descansos comerciales flotantes: espacios comerciales libres entre programas de las radiodifusoras miembros de NPO y separadas de las establecidas previamente en los noticieros. La publicidad no llegó al horario dominical sino hasta 1991.
Desde 1972, a las pausas publicitarias STER se sumó un agregado clave e histórico en la Televisión Neerlandesa: la aparición de las películas animadas en Stop Motion de Loeki de Leeuw, creado por el productor de cine neerlandés Joop Geesink. Para las aperturas y salidas de espacio, su duración es de 10 segundos, mientras que las animaciones mismas de sólo 5 segundos. La fama del personaje acrecentó la popularidad de STER en Países Bajos, a tal punto que fue exportado a otros países. A Loeki y sus animaciones se complementaban con interacciones artísticas lineales de la Curva de Lissajous, o gráficas derivadas del logo STER desde 1983, todo esto entre comerciales. 
Por un periodo corto de tiempo, a finales de los años 1980, STER probó con películas intermedias Jiggles, personajes de conejos con orejas largas, pero no fueron tan populares como las de Loeki de Leeuw. En 2004, Loeki fue retirado de pantalla de los espacios STER por cortes presupuestarios en los medios públicos, y solo ocupó su tiempo publicitario a los bloques comerciales exihibiendose uno tras otro hasta 2021, al mismo modo de los canales de televisión comerciales. Loeki regresaría prevemente en 2019, para volver definitivamente en 2021 a los espacios STER, solo bajo consentimiendo de derechos de autor de la familia Geesink.

## Propósito
De Ster vende secciones publicitarias en las emisoras de televisión y radio y en el dominio digital de la transmisión de servicio público. El ingreso no va para la NPO, sino directamente a la Ministerio de Educación, Cultura y Ciencia y éste a su vez, es el que financia la NPO.

## Normas publicitarias
- STER no puede usar más del 10% del tiempo de emisión por año en publicidad .
- Diariamente no se puede superar más del 15%.
- Cada bloque debe estar claramente identificado al inicio y al final (anuncio de STER).
- En la radio se debe aplicar una señal sonora para diferenciar cada anunciante.
- La fundación tampoco puede emitir publicidad que interrumpa la programación.